# Sundablatta sexpunctata
Sundablatta sexpunctata är en kackerlacksart som först beskrevs av Hanitsch 1923.  Sundablatta sexpunctata ingår i släktet Sundablatta och familjen småkackerlackor. Inga underarter finns listade i Catalogue of Life.